# 相国寺の戦い
相国寺の戦い（しょうこくじのたたかい）は、応仁元年（1467年）10月3日から4日にかけて現在の京都府京都市上京区で起こった戦い。応仁の乱中で最も激しかった戦闘とされていて、この戦いの後両軍は京都での戦闘は控え、代わりに戦場を山城周辺に移していった。

## 概要
大内政弘の加勢によって勢いをつけた西軍は、9月の東岩倉の戦いで東軍を破り京都北東に追い込んだ。10月3日に西軍は更なる攻勢に出て東軍が構える花の御所・相国寺・内裏に進軍を開始、西軍の畠山義就・大内政弘・一色義直らの軍勢が朝倉孝景らと合流して、相国寺及び周辺の東軍に攻めかかった。相国寺には細川勝元の猶子細川勝之と勝元の家臣安富元綱・武田信賢らが守り、南方の烏丸殿・内裏・三条殿には京極持清らが構えていた。
畠山義就と朝倉孝景の軍はまず相国寺を攻撃、激戦の末武田軍を退却させて相国寺を焼き討ち（西軍に内通した相国寺の僧が放火したとも）、烏丸殿・内裏・三条殿の兵も逃亡して相国寺を制圧した。花の御所は相国寺のすぐ西側にあったためこちらも西軍に攻撃されたが、半分焼け落ちながらも陥落を免れた。東軍側は一旦退却したが、畠山政長らの援軍を得て反撃に転じ、相国寺跡地に陣取っていた一色軍と六角高頼軍を急襲して打ち破り相国寺を奪回した。しかし、再度孝景が率いる西軍の軍勢が相国寺の占拠に成功し、一旦休戦となった。
西軍は相国寺の奪取により東軍を追い詰めたが、双方に多大な死傷者を出す消耗戦となった。消耗が激しかったこの戦い以降、両軍の間での衝突が散発的になり、やがて戦争は京都から地方へと波及、相手陣営の有力武将の調略へと戦略が切り替わっていった。